# Fritz Peter Müller
Fritz Peter Müller (* 20. Dezember 1923 in Ebersbach an der Fils; † 14. Oktober 1981 in Freiburg im Breisgau) war Inhaber des Lehrstuhls für Beton und Stahlbeton an der Universität Karlsruhe (TH).

## Leben
Müller wurde 1957 mit einer Arbeit Über den dynamischen E-Modul von Spannbeton in Karlsruhe zum Dr.-Ing. promoviert. 1966 wurde er Privatdozent und Wissenschaftlicher Rat und 1972 ordentlicher Professor. Seine Arbeitsgebiete waren der konstruktive Ingenieurbau und die Baudynamik.

## Werke
- Berechnung und Konstruktion von Glockentürmen. Habilitationsschrift, Ernst, Berlin – München 1968
- mit Werner Eisenbiegler: Experimentelle und theoretische Untersuchungen zur Lasteintragung in die Bewehrung von Stahlbetondruckgliedern. Ernst, Berlin [u. a.] 1977 (=Deutscher Ausschuß für Stahlbeton, Heft 284), ISBN 3-433-00801-9
- mit Einar Keintzel: Erdbebensicherung von Hochbauten. Ernst, Berlin [u. a.] 1978 (=Veröffentlichung der Forschungsgemeinschaft Bauen und Wohnen Stuttgart, Heft 112), ISBN 3-433-00831-0
- Dynamische Probleme im Stahlbetonbau. Teil 1 Der Baustoff Stahlbeton unter dynamischer Beanspruchung. Ernst, Berlin 1983 (=Deutscher Ausschuß für Stahlbeton, Heft 342), ISBN 3-433-00972-4

## Stiftung
Seine Witwe Berti Müller-Czerwenka errichtete am 2. Juli 1982 zu seinem Gedenken eine Stiftung, die sie mit DM 100.000,- ausstattete. Zweck der Prof.-Dr.-Ing.-Fritz-Peter-Müller-Stiftung ist „die wissenschaftlichen Erkenntnisse auf dem Gebiet des Bauingenieurwesens, vornehmlich der Baudynamik, zu vertiefen und weiterzuentwickeln. Aus den Erträgnissen des Stiftungskapitals sollen im Interesse des Allgemeinwohls ausschließlich wissenschaftlich hervorragende Leistungen ausgezeichnet oder Forschungen, Colloquien bzw. Gastvorträge gefördert werden. Im Regelfall wird pro Jahr eine wissenschaftliche Leistung ausgezeichnet oder ein Projekt gefördert.“

### Preisträger
Träger des Preises der Prof. Fritz-Peter-Müller-Preis-Stiftung:
- 1983 Ulrich Häußler[2]
- 1984 Theodoros Triantafyllidis
- 1987 Albrecht Burmeister
- 1989 Dieter Dinkler
- 1990 Tri VuVan
- 1991 Lothar Stempniewski
- 1992 Jürgen Grabe
- 1993 Joachim Verspohl
- 1994 Kersten Latz
- 1995 Nawawi Chouw
- 1996 Georg Merzenich
- 1997 Detlef Kuhl
- 1998 Jürgen Ockert
- 1999 Wolfgang Wall
- 2000 Dirk Kamarys
- 2001 Christopher Bode
- 2002 Björn Schmidt-Hurtienne
- 2003 Hamid Sadegh-Azar
- 2004 Elmar Walhorn
- 2005 Matthias Behrens
- 2006 Ingolf Müller
- 2008 Philippe Renault
- 2009 Mathias Clobes
- 2012 Martin Buchschmid, Bodo Köpke